# Ееро Ярнефельт
Ееро Ярнефельт (фін. Eero Järnefelt; *8 листопада 1863, м. Війпурі (Карелія) — 15 листопада 1937, м. Гельсінкі (Фінляндія) — фінський живописець, графік, портретист та пейзажист, представник реалізму. 

## Біографія
Ееро Ярнефельт народився у місті Війпурі (тепер Виборґ, Росія), незабаром після переїзду туди родини Ярнефельтів з Петербургу. Схильність до живопису передалася по лінії матері, яка була відомим скульптором. Також з родини Ярнефельта вийшли письменник Арвід Ярнефельт, композитор Едвард Армас Ярнефельт та Айно Сібеліус, дружина Яна Сібеліуса. 
Після початкової освіти у художній школі у Гельсінкі, вступив до Імператорської академії мистецтв у Санкт-Петербурзі, де викладав на посаді професора його рідний дядько зі сторони матері, Мікаель-Міхаїл Клодт, відомий російський пейзажист.
Тут, на Васильєвському острові, Ееро Ярнефельт зблизився з молодими художниками, особливо з Іллєю Рєпіним, Міхайлом Коровіним. Їх об'єднували спільні художні смаки. Разом із художниками-передвижниками, як вони себе називали, Ееро Ярнефельт брав участь у виставках. Їх дружні стосунки зберігались пізніше протягом багатьох років, коли Ярнефельт мешкав у Фінляндії.
Протягом наступних років митець подорожував по Європі, вчився в Академії Жульєна у Парижі, працював у Німеччині. Реалістичне сприйняття залишалось головною лінією його творчості. Художник неодноразово зазначав, що лише засноване на реальності мистецтво є достеменним. 

## Творчість

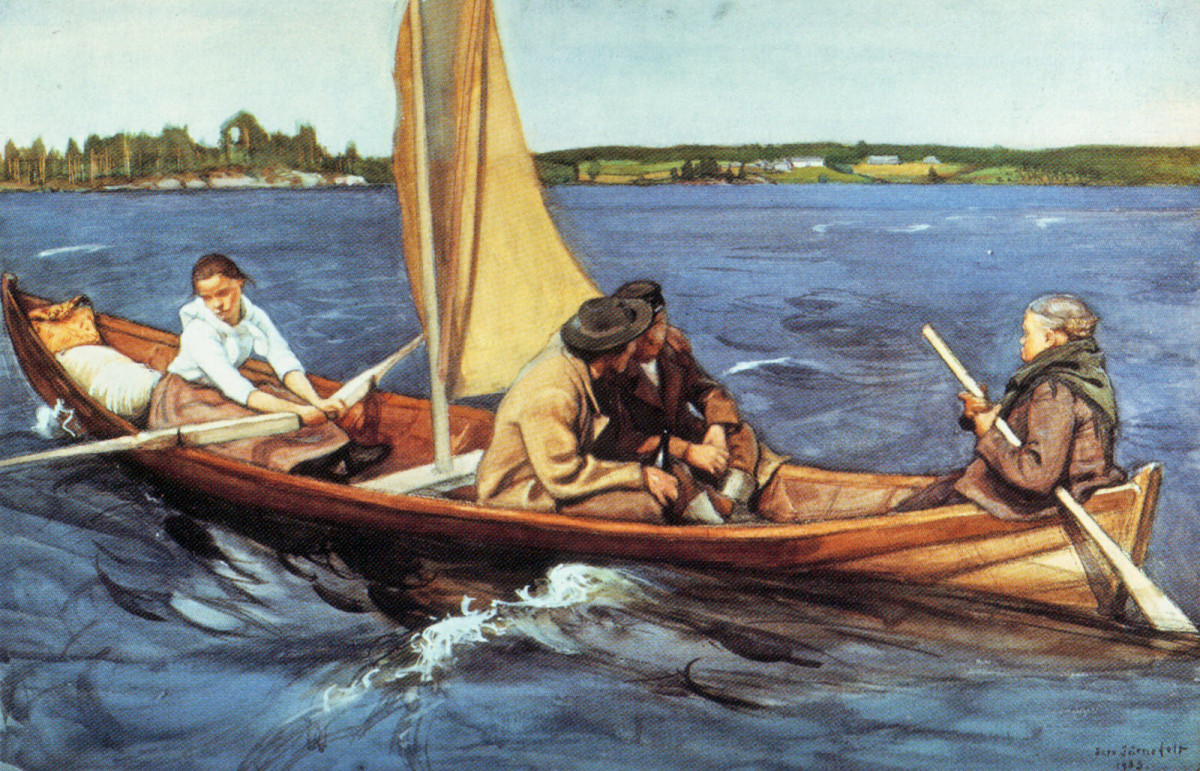
Kotimatkalla / «Дорогою додому», 1903

Ееро Ярнефельт — визнаний майстр портретного живопису. У портреті знаходив можливість зрозуміти й передати внутрішній світ іншої людини. У Гельсінкському музеї «Атенеум» зберігаються чудові портрети Ееро Ярнефельта: «Матільда Вреде», «Й.Ф. Пальмен», «Я. Сібеліус». Проте найбільшої відомості Ярнефельту принесли жанрові полотна, що відображають життя й побут Фінляндії: «Діти, які грають» (1895), «Човен із Саво» (1888), «Повернення з ярмарку» (1903), «Під'яремна праця» (1893).
Цікавим є пейзажний спадок майстра. В інтимній, витонченій манері він показав, якою лірично й меланхолійно натхненною є скромна фінська природа. Його найкращі пейзажі справді поетичні: «Місячне сяйво» (1889), «Липи у цвіту» (1891). Чудові пейзажі околиць Колі, Туусула.
Ярнефельт також займався ілюстрацією книжок фінських класиків, зокрема письменника Юхані Ахо.
Вокзальний ресторан Гельсінкі прикрашає картина «Фінський озерний пейзаж» (1911), що була створена Ярнефельтом разом з учнями. Остання робота Ярнефельта — вівтарна картина «Небосхил» (1932). Вона прикрашає вівтар Йоганнексенкіркко у районі Ейра міста Гельсінкі.

## Галерея робіт
|  |  |  |  |